# Il tempo che ti do
Il tempo che ti do (El tiempo que te doy) è una serie televisiva spagnola creata da Nadia de Santiago, Inés Pintor, e Pablo Santidrián e diretta da Inés Pintor, Pablo Santidrián e Pablo Fernández
È stata distribuita su Netflix dal 29 ottobre 2021 in tutti i Paesi in cui è disponibile il servizio.

## Trama
Dopo molti anni trascorsi assieme Lina e Nico si lasciano e lei fatica a smettere di pensare a lui e ad andare avanti con la sua vita.

## Episodi
| Stagione       | Episodi | Pubblicazione Italia |
| -------------- | ------- | -------------------- |
| Prima stagione | 10      | 2021                 |